# جان تراولتا
جان جوزف تراوُلتا (به انگلیسی: John Joseph Travolta) (زادهٔ ۱۸ فوریهٔ ۱۹۵۴) بازیگر و خواننده آمریکایی است. او در دههٔ ۱۹۷۰ با ایفای نقش در سریال تلویزیونی خوش آمدی کوتر و فیلم‌هایی مانند تب شب یکشنبه و گریس شناخته شد. تراولتا در سال ۱۹۹۴ با بازی در فیلم داستان عامه‌پسند اثر کویینتین تارانتینو، به شهرت بسیاری دست پیدا کرد و نامزد جوایز اسکار و گلدن گلوب شد. از مهم‌ترین فیلم‌هایی که وی در آن‌ها بازی کرده می‌توان پسری در حباب پلاستیکی، فرار از مرگ، چشمان یک فرشته، شهر دیوانه، خط باریک سرخ، تغییر چهره، اسپری مو و گرازهای وحشی را نام برد.
تراولتا دو بار برای بازی در فیلم‌های تب شب یکشنبه و داستان عامه‌پسند نامزد دریافت جایزهٔ اسکار شد. همچنین او یک‌بار برندهٔ جایزه گلدن گلوب و دو بار برندهٔ جایزه امی شده‌است.
او در طول سالیان اخیر به دلیل بازیگری سطح پایین و حضور در برخی فیلم‌های بی‌ارزش مورد انتقاد قرارگرفته و چندین‌بار نامزد جایزه تمشک طلایی بدترین بازیگر شده‌است.

## دوران کودکی
جان تراولتا متولد شهر انگلوود ایالت نیوجرسی است.  پدرش سالواتور (۱۹۹۵–۱۹۱۲)، از نسل دوم ایتالیایی - آمریکایی‌ها و بازیکن حرفه‌ای فوتبال آمریکایی بود که چندی بعد مسئول فروش تایر در یک شرکت شد. مادرش هلن سیسیلیا بروک (۱۹۷۸–۱۹۱۲) از نسل ایرلندی - آمریکایی و خواننده و بازیگر بود که بعد از تولد او شروع به تدریس در مدارس کرد. 

جان در محلهٔ ایرلندی - آمریکایی شهرستان برگن، نیوجرسی بزرگ شده‌است. وی ۵ خواهر و برادر دارد که همگی از او بزرگتر هستند. خواهر و برادرهای جان به نام‌های جوی، الن، ان، مارگارت و سم همه در دنیای بازیگری فعالیت می‌کنند.

## زندگی شخصی
در زمان فیلمبرداری فیلم پسری در حباب پلاستیکی (۱۹۷۶) تراولتا با بازیگری به نام دیانا هیلند آشنا می‌شود. آن‌ها مدتی با هم بودند تا اینکه دایانابر اثر سرطان سینه در سال ۱۹۷۷ از دنیا می‌رود.
در سال ۱۹۹۱، تراولتا با کلی پرستون، بازیگر هالیوودی ازدواج نمود. آن‌ها سه فرزند به نام‌های جت (۲۰۰۹–۱۹۹۲)، الا (متولد ۲۰۰۰) و بنجامین (متولد ۲۰۱۰) دارند.
این زوج هنرپیشه ۲۹ سال با هم زندگی کردند. در ۱۲ ژوئیه ۲۰۲۰ کلی پرستون بعد از دو سال مبارزه با سرطان پستان در ۵۷ سالگی درگذشت.

### مرگ پسرش
در سال ۲۰۰۹ و در زمانی که جان به همراه خانواده برای تعطیلات به باهاما رفته بودند، پسرشان، جت، از دنیا می‌رود. علت مرگ او را تشنج اعلام کردند. جت همچنین سابقهٔ داشتن مشکلاتی دیگر همچون نشانگان کاوازاکی را داشته، خود جان تراولتا نیز اعلام کرد که پسرش دچار نوعی درخودماندگی بوده‌است.

### کمک
بعد از رخداد زمین‌لرزه هائیتی در ۲۰۱۰، وی بوئینگ ۷۰۷ شخصی خود را مملو از غذا، کمکهای اولیه و امدادرسان کرده و به منطقه زلزله‌زده ارسال کرد.

### خلبانی

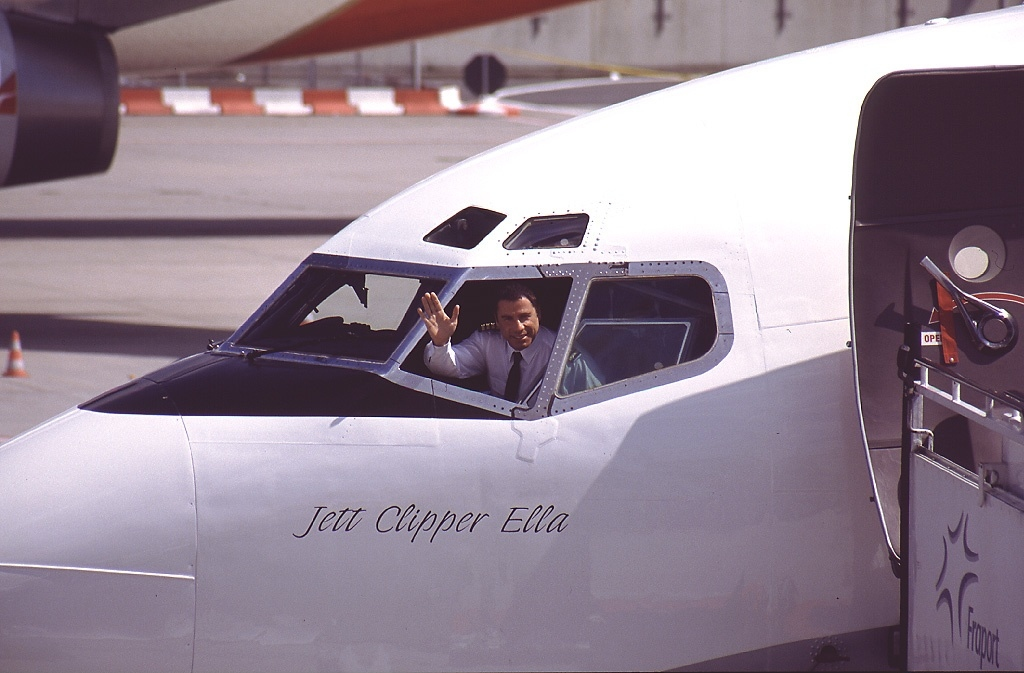
تراولتا در کابین هواپیمای بوئینگ ۷۰۷ خود در سال ۲۰۰۲

تراولتا مدرک خلبانی خصوصی دارد. وی مالک پنج هواپیما از جمله یک بوئینگ ۷۰۷ است.
او در سال ۲۰۱۷ بوئینگ ۷۰۷ خود را به جامعه بازیابی هواپیمای تاریخی اهدا کرد.

### حاشیه در اسکار ۲۰۱۵
نحوهٔ رفتار او با اسکارلت جوهانسون و آدینا منزل در مراسم اسکار حاشیه‌های زیادی ایجاد کرد. اما اسکارلت جوهانسون از رفتار جان تراولتا روی فرش قرمز اسکار دفاع کرده و گفت که هیچ چیز غریب، چندش‌آور یا نامناسبی دربارهٔ رفتار جان تراولتا وجود ندارد. همچنین کارگزار جان تراولتا گفته‌است که شوخی با آدینا منزل از پیش برنامه‌ریزی شده بود و تمام این صحنه را تمرین کرده‌بودند.

## فیلم‌شناسی
| سال   | نام فیلم                       | نقش                            | کارگردان           | توضیحات          |
| ----- | ------------------------------ | ------------------------------ | ------------------ | ---------------- |
| ۱۹۷۵  | باران شیطان                    | دنی                            | رابرت فوست         |                  |
| ۱۹۷۶  | کری                            | بیلی نولان                     | برایان دی پالما    |                  |
| ۱۹۷۷  | تب شب یکشنبه                   | آنتونی تونی مانرو              | جان بدهام          |                  |
| ۱۹۷۸  | گریس                           | دانیل دنی زوکو                 | رندال کلایسر       |                  |
| ۱۹۷۸  | لحظه به لحظه                   | استریپ هریسون                  | جین وگنر           |                  |
| ۱۹۸۰  | گاوچران شهری                   | بورفورد باد اون دیویس          | جیمز بریجز         |                  |
| ۱۹۸۱  | انفجار                         | جک تری                         | برایان دی پالما    |                  |
| ۱۹۸۳  | زنده ماندن                     | تونی مانرو                     | سیلوستر استالونه   |                  |
| ۱۹۸۳  | دو مدل از یک نوع               | زک ملون                        | جان هرتسفلد        |                  |
| ۱۹۸۵  | کمال                           | آدام لورنس                     | جیمز بریجز         |                  |
| ۱۹۸۹  | کارشناسان                      | تریویس                         | دیو توماس          |                  |
| ۱۹۸۹  | ببین کی داره حرف می‌زنه         | جیمز اوباریکو                  | امی هکرلینگ        |                  |
| ۱۹۹۰  | ببین دیگه کی داره حرف می‌زنه    | جیمز اوباریکو                  | امی هکرلینگ        |                  |
| ۱۹۹۱  | فریاد                          | جک کیب                         | جفری هورنادی       |                  |
| ۱۹۹۱  | چشمان یک فرشته                 | بابی                           | رابرت هارمون       |                  |
| ۱۹۹۳  | ببین حالا کی حرف می‌زنه         | جیمز اوباریکو                  | امی هکرلینگ        |                  |
| ۱۹۹۴  | داستان عامه‌پسند                | وینسنت وگا                     | کوئنتین تارانتینو  |                  |
| ۱۹۹۵  | کوتوله را بگیرید               | چیلی پالمر                     | بری ساننفلد        |                  |
| ۱۹۹۵  | مسئولیت سفیدپوست               | لوئیس پینوک                    | دزموند ناکانو      |                  |
| ۱۹۹۶  | مایکل                          | مایکل                          | نورا افرون         |                  |
| ۱۹۹۶  | پدیده                          | جورج مالی                      | جان ترتل‌تاب        |                  |
| ۱۹۹۶  | پیکان‌های شکسته                 | مامور ویک دیک دیکینز           | جان وو             |                  |
| ۱۹۹۷  | شهر دیوانه                     | سم بیلی                        | کوستا گاوراس       |                  |
| ۱۹۹۷  | تغییر چهره                     | شان آرچر / کاستور تروی         | جان وو             |                  |
| ۱۹۹۷  | او خیلی دوست داشتنیه           | جویی جیامونتی                  | نیک کاساوتس        |                  |
| ۱۹۹۸  | فعالیت مدنی                    | جان شیلتمان                    | استیون زایلیان     |                  |
| ۱۹۹۸  | خط باریک قرمز                  | ژنرال کویینتارد                | ترنس مالیک         |                  |
| ۱۹۹۸  | رنگ‌های بنیادین                 | جک استانتون                    | مایک نیکولز        |                  |
| ۱۹۹۹  | دختر ژنرال                     | پل برنر                        | سیمون وست          |                  |
| ۱۹۹۹  | دوست ما، مارتین                | آقای لانگون                    | راب اسمایلی        | صداپیشه          |
| ۲۰۰۰  | آوردگاه زمین                   | ترل                            | راجر کریستین       |                  |
| ۲۰۰۰  | اعداد شانس                     | راس ریچاردز                    | نورا افرون         |                  |
| ۲۰۰۰  | به هالیوود خوش آمدید           | جان تراولتا                    | آدام ریفکین        | مستندنما، تک‌جلوه |
| ۲۰۰۱  | اختلاف داخلی                   | فرانک موریسون                  | هارولد بکر         |                  |
| ۲۰۰۱  | اره‌ماهی                        | گابریل شیر                     | دامینیک سینا       |                  |
| ۲۰۰۲  | آستین پاورز: در عضو طلایی      | جان تراولتا به عنوان عضو طلایی | جی روچ             |                  |
| ۲۰۰۳  | بیسیک                          | تام هاردی                      | جان مک‌تیرنان       |                  |
| ۲۰۰۴  | نردبان ۴۹                      | کاپیتان مایک کندی              | جی راسل            |                  |
| ۲۰۰۴  | ترانه عاشقانه‌ای برای بابی لانگ | بابی لانگ                      | شینی گیبل          |                  |
| ۲۰۰۴  | مجازاتگر                       | هاوارد سینت                    | جاناتان هنزلی      |                  |
| ۲۰۰۵  | آرام باش                       | چیلی پالمر                     | اف. گری گری        |                  |
| ۲۰۰۵  | ویرانی باشکوه: قدم زدن روی ماه | جیمز بنسون جیم اروین           | مارک کوون          | صداپیشه، مستند   |
| ۲۰۰۶  | قلب‌های تنها                    | المر سی. رابینسون              | تاد رابینسون       |                  |
| ۲۰۰۷  | گرازهای وحشی                   | وودی استیونز                   | والت بکر           |                  |
| ۲۰۰۷  | اسپری‌مو                        | ادنا ترنبالد                   | آدام شنکمن         |                  |
| ۲۰۰۸  | تیزپا                          | تیزپا (بولت)                   | کریس ویلیامز       | صداپیشه          |
| ۲۰۰۹  | گرفتن پلهام ۱۲۳                | رایدر                          | تونی اسکات         |                  |
| ۲۰۰۹  | سگ‌های پیر                      | چارلی رید                      | والت بکر           |                  |
| ۲۰۱۰  | از پاریس با عشق                | چارلی واکس                     | پیر مورل           |                  |
| ۲۰۱۲  | وحشی‌ها                         | دنیس کین                       | الیور استون        |                  |
| ۲۰۱۳  | فصل کشتن                       | امیل کواچ                      | مارک استیون جانسون |                  |
| ۲۰۱۴  | جاعل                           | ری کاتر                        | فیلیپ مارتین       |                  |
| ۲۰۱۵  | زندگی روی خط                   | بی جینر                        | دیوید هکل          |                  |
| ۲۰۱۵  | فعالیت‌های جنایی                | ادی                            | جکی ارل هیلی       |                  |
| ۲۰۱۶  | در دره خشونت                   | مارشال کلاید مارتین            | تی وست             |                  |
| ۲۰۱۶  | من خشمگین هستم                 | استنلی هیل                     | چاک راسل           |                  |
| ۲۰۱۸  | گوتی                           | جان گوتی                       | کوین کانلی         |                  |
| ۲۰۱۸  | سرعت می‌کشد                     | بن آرونونوف                    | جودی اسکارفیلد     |                  |
| ۲۰۱۹  | رنگ تجاری                      | سام مونرو                      | کرزن کیدر          |                  |
| ۲۰۱۹  | رز سمی                         | کارسون فیلیپس                  | جورج گالو          |                  |
| ۲۰۱۹  | دیوانه                         | مووس                           | فرد درست           |                  |
| ۲۰۲۲  | شهر بهشت                       | باکلی                          | چاک راسل           |                  |
| ۲۰۲۳  | سرزمین اوباش                   | کلانتر                         | نیکلاس ماگیو       |                  |
| ۲۰۲۴  | کش اوت                         | میسون گدارد                    | آیوز               |                  |
| آینده | کش اوت ۲                       | میسون گدار                     | رندال امت          | پس‌تولید          |
| آینده | اون آموره!                     | نیک ونیر                       | نیک واللونگا       | پس‌تولید          |

فیلم‌های تلویزیونی جان تراولتا:
- سطح دهم (۱۹۷۵)
- پسری در حباب پلاستیکی (۱۹۷۶)
- زیرزمین‌ها (۱۹۸۷)
- بوریس و ناتاشا (۱۹۹۱)

### آلبوم‌ها
آلبوم‌های جان تراولتا:
- اینجا (۱۹۷۴)
- جان تراولتا (۱۹۷۶)
- نمی‌تونم بزارم بری (۱۹۷۷)
- تب تراولتا (۱۹۷۸)
- گریس (۱۹۷۸)
- دو مدل از یک نوع (۱۹۸۳)
- راه آزادی (۱۹۸۶)
- بزار بیاد: بهترین‌های جان تراولتا (۱۹۸۶)
- کولکشن (۲۰۰۳)
- اسپری مو (۲۰۰۷)
- این کریسمس (۲۰۱۲)

## جوایز
- نامزد بفتای بهترین بازیگر نقش اول مرد برای فیلم داستان عامه‌پسند در سال ۱۹۹۵
- نامزد گلدن گلوب بهترین بازیگر نقش اول مرد فیلم درام برای فیلم داستان عامه پسند در سال ۱۹۹۵
- برنده گلدن گلوب بهترین بازیگر نقش اول مرد فیلم کمدی یا موزیکال برای فیلم کوتوله را بگیرید در سال ۱۹۹۶
- نامزد گلدن گلوب بهترین بازیگر نقش اول مرد فیلم کمدی یا موزیکال برای فیلم تب شب یکشنبه در سال ۱۹۷۷
- نامزد گلدن گلدن گلوب بهترین بازیگر نقش اول مرد فیلم کمدی یا موزیکال برای فیلم گریس در سال ۱۹۷۸
- نامزد گلدن گلوب بهترین بازیگر کمدی یا موزیکال برای فیلم رنگ‌های بنیادین در سال ۱۹۹۸
- نامزد گلدن گلوب بهترین بازیگر نقش مکمل مرد برای فیلم اسپری مو در سال ۲۰۰۷
- برنده جایزهMTV بهترین رقص به صورت مشترک با اما تورمن برای فیلم داستان عامه پسند در سال ۱۹۹۶